# Amelanchier
Amelanchier es un género de plantas de la familia de las rosáceas. Se conocen por el nombre de guillomos.

## Descripción
Las especies del género Amelanchier tienen un tamaño de 0,2 a 20 m de alto, con formas arbóreas y arbustivas. Las hojas son caducas, alternas y simples, de lanceoladas a elípticas u orbiculadas. La inflorescencia es terminal, con una a veinte flores. Estas tienen cinco pétalos y florecen pronto en la primavera. Los frutos, de 5 a 15 mm de diámetro, maduran en verano y son comestibles. Estos son insípidos, pero algunas especies los producen dulces.

## Taxonomía
Amelanchier fue descrita por Friedrich Kasimir Medikus y publicado en Philosophische Botanik 1: 135, 155 en el año 1789. La especie tipo: Amelanchier ovalis Medik. (Mespilus amelanchier L.). 
Etimología
Amelanchier: nombre genérico que deriva de amelancier, un antiguo nombre común provenzal francés aplicado a Amelanchier ovalis.

## Especies
Especies del género Amelanchier  (enlace roto disponible en Internet Archive; véase el historial, la primera versión y la última).:
1. Amelanchier alnifolia (Nutt.) Nutt. ex M.Roem. = Amelanchier florida Lindl.
2. Amelanchier arborea (F.Michx.) Fernald = Mespilus arborea F.Michx.
3. Amelanchier asiatica (Siebold & Zucc.) Endl. ex Walp.
4. Amelanchier bartramiana (Tausch) M.Roem. = Amelanchier oligocarpa (Michx.) M.Roem.
5. Amelanchier canadensis (L.) Medik. = Mespilus canadensis L.
6. Amelanchier humilis Wiegand
7. Amelanchier interior E.L.Nielsen
8. Amelanchier x intermedia Spach
9. Amelanchier laevis Wiegand
10. Amelanchier lamarckii F.G.Schroed. = Amelanchier × grandiflora Rehder
11. Amelanchier nantucketensis E.P.Bicknell
12. Amelanchier obovalis (Michx.) Ashe = Mespilus canadensis var. obovalis Michx.
13. Amelanchier ovalis Medik. = Amelanchier rotundifolia Dum.Cours. = Amelanchier vulgaris Moench = Crataegus rotundifolia Lam. = Mespilus amelanchier L.
14. Amelanchier pumila Nutt. ex Torr. & A.Gray
15. Amelanchier sanguinea (Pursh) DC. = Amelanchier huronensis Wiegand = Pyrus sanguinea Pursh
16. Amelanchier sinica (C.K.Schneid.) Chun = Amelanchier asiatica var. sinica C.K.Schneid.
17. Amelanchier spicata (Lam.) K.Koch = Amelanchier stolonifera Wiegand
18. Amelanchier utahensis Koehne = Amelanchier alnifolia var. pallida (Greene) Jeps. = Amelanchier oreophila A.Nelson = Amelanchier pallida Greene
19. Amelanchier x wiegandii E.L.Nielsen